# Amt Stavenhagen
L’Amt Stavenhagen est un Amt de l'arrondissement du Plateau des lacs mecklembourgeois dans le land de Mecklembourg-Poméranie-Occidentale, dans le Nord de l'Allemagne.

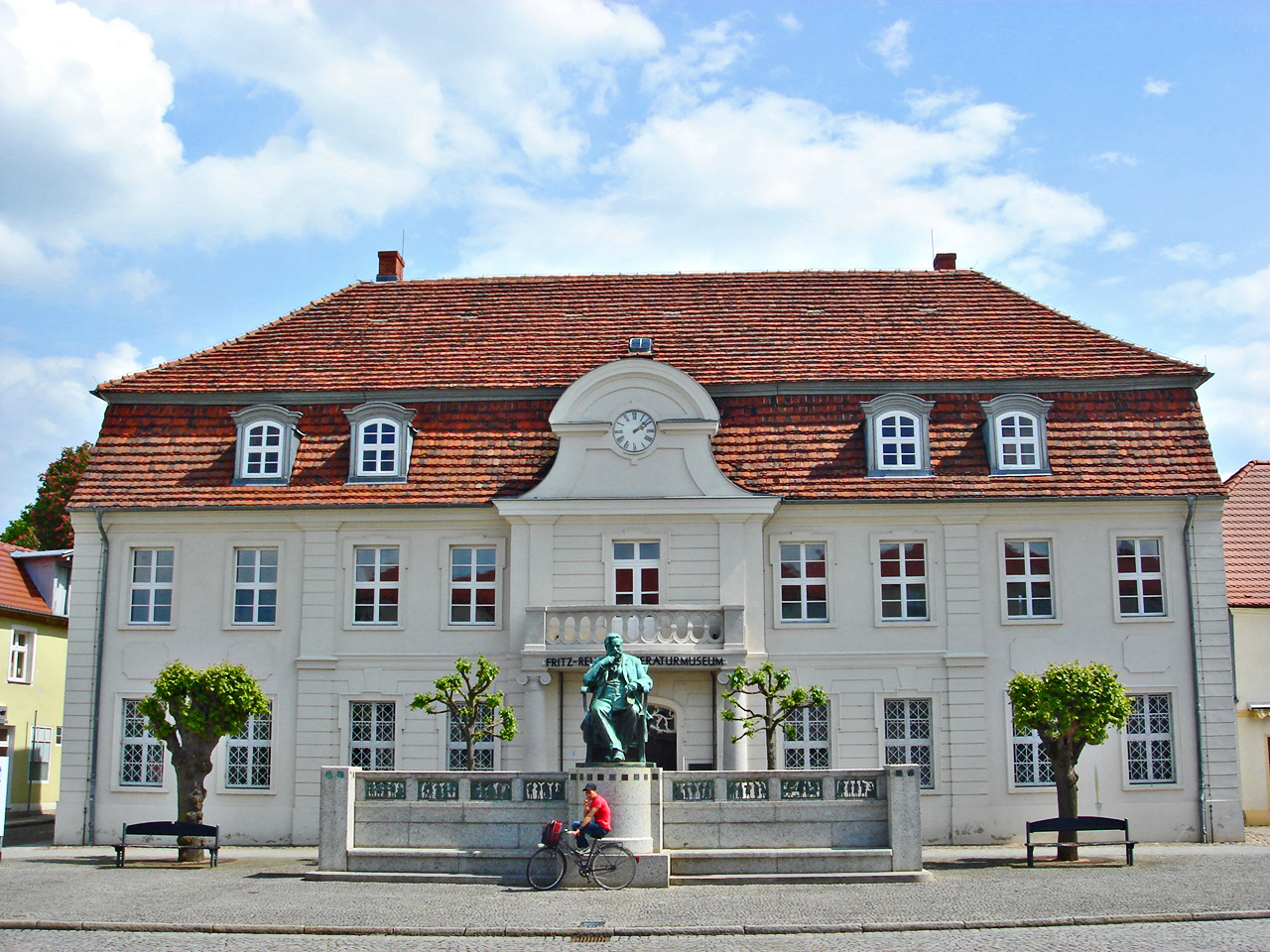
Ancien hôtel de ville de Stavenhagen (actuel musée Fritz Reuter).

## Communes
1. Bredenfelde
2. Briggow
3. Grammentin
4. Gülzow
5. Ivenack
6. Jürgenstorf
7. Kittendorf
8. Knorrendorf
9. Mölln
10. Ritzerow
11. Rosenow
12. Stavenhagen
13. Zettemin